# Championnats panaméricains de BMX freestyle 2022
Navigation
Édition précédente Édition suivante
Les championnats panaméricains de BMX freestyle 2022 ont lieu le 27 novembre 2022 au sein du Parc Costa Verde-San Miguel à Lima au Pérou,. 

## Podiums
| Épreuves           | Or                 | Argent         | Bronze                      |
| ------------------ | ------------------ | -------------- | --------------------------- |
| BMX Freestyle Park |                    |                |                             |
| Élites hommes      | José Torres Gil    | Arnol Montañez | Gustavo Batista de Oliveira |
| BMX Freestyle Park |                    |                |                             |
| Élites femmes      | Lizsurley Villegas | Katherine Díaz | Carolina De Souza           |